# 擬等鰭側唇䲁
擬等鰭側唇䲁，為輻鰭魚綱鳚形目䲁科側唇䲁屬的一種，分布於西大西洋巴拿馬至巴西海域，本魚體延長，稍側扁，頭鈍短，頭頂無冠膜，鼻孔及眼上有觸鬚，前2個背鰭棘之間的膜上有黑斑，下顎感覺孔系列每側有5個孔，身體上半部有成群的斑點，沿著背部形成6條部分條紋，一側或兩側頜骨後方均有增大的犬齒，犁骨上無齒，雄魚體為綠灰色，上身有橘色小斑點，上方有5-6個方形斑點，每個斑點由4個黑點組成，黑點上覆有橘色圓點，虹膜呈紅色，有8條紅色輻條狀條紋從瞳孔向外輻射，背鰭前部有一個黑點，胸鰭基部有一個黑點，尾鰭根部有一個黑點，沿著肛門基部有一排黑斑，體長可達6.8公分，棲息在沿岸淺水域，雌魚產附著性卵，雄魚有護卵行為，幼魚為浮游性，生活習性不明。